# Stanislaus A. James
Sir Stanislaus A. James, né le 13 novembre 1919 à Soufrière et mort le 26 mai 2011 à Castries, est un homme politique lucien, gouverneur général de Sainte-Lucie de 1988 à 1996.